# 린수
린수(林紓, 1852년 ~ 1924년)는 중국 청말의 번역가·소설가이다. 자는 금남(琴南). 필명으로서 냉홍생(冷紅生) 등이 있다. 푸젠성(福建省) 민현 사람.
일찍부터 시문에 능하여 동성파의 고문을 익혀 고문에 의한 소설 등을 썼으며, 그 이상으로 서양문학의 번역에 큰 역할을 수행하였다. 뒤마의 <춘희(椿姬)>를 시작으로 셰익스피어, 디킨스, 스콧, 어빙, 스토 부인, 대·소 뒤마, 발자크, 입센, 세르반테스, 톨스토이 등 십여 개국 작가의 작품 160편을 연이어 고문으로 번역했다. 그는 외국어를 할 줄 몰랐기 때문에 협력자가 말하는 줄거리를 고문으로 쓴 것뿐이므로 엄밀하게는 번역이라 할 수 없고, 협력자의 능력에 따라서 작품의 선택이나 번역에도 우열이 있겠으나, 근대 초기의 문학자들은 거의 이 '임역소설(林譯小說)'에 의해서 서양문학을 접했다. 그러나 후의 '문학혁명'에 대해서는 비난하는 입장에 섰다. 시집·수필도 적지 않다.